# Kasplja
Die Kasplja (russisch und belarussisch Ка́спля) ist ein linker Nebenfluss der Düna in der russischen Oblast Smolensk und in der belarussischen Woblasz Wizebsk.
Die Kasplja hat ihren Ursprung in dem kleinen Kasplja-See in der Oblast Smolensk, etwa 35 km nordwestlich von der Stadt Smolensk. Sie fließt in überwiegend westlicher Richtung. Die Gobsa mündet in Demidow rechtsseitig in die Kasplja. Die Kasplja erreicht etwa 15 km oberhalb ihrer Mündung belarussisches Gebiet. Sie mündet schließlich bei Surasch in die Düna.
Die Kasplja hat eine Länge von 136 km. Sie entwässert ein Areal von 5410 km². Der Fluss wird hauptsächlich von der Schneeschmelze gespeist. Der mittlere Abfluss bei Lepino, 13 km oberhalb der Mündung, beträgt 39,6 m³/s.
Im Mittelalter führte ein wichtiger Handelsweg aus der Ostsee über die Westliche Dwina bis zur Kasplja, von dort wurden die Boote über Land transportiert (Portage) bis zum Dnjepr bei Gnesdowo (Smolensk).